# رودری (بازیکن فوتبال، زاده ۱۹۸۴)
رودری (انگلیسی: Rodri؛ زادهٔ ۱۷ اوت ۱۹۸۴) بازیکن فوتبال اهل اسپانیا است.
از باشگاه‌هایی که در آن بازی کرده‌است می‌توان به باشگاه فوتبال هرکولس، باشگاه فوتبال رایو وایکانو، باشگاه فوتبال بارسلونا سی، باشگاه فوتبال اسپارتاک مسکو، باشگاه فوتبال اوپن، باشگاه فوتبال آلمریا، باشگاه فوتبال بارسلونا بی، باشگاه فوتبال دپورتیوو لاکرونیا، باشگاه فوتبال بارسلونا، و باشگاه ورزشی ماریتیمو اشاره کرد.
وی همچنین در تیم ملی فوتبال زیر ۲۰ سال اسپانیا بازی کرده‌است.